# Энцефалотригеминальный ангиоматоз
Энцефалотригемина́льный ангиомато́з (невоидная аменция, болезнь Стерджа — Вебера, синдром Стерджа — Вебера — Краббе) — спорадически возникающее заболевание, с возникновением ангиом мягкой мозговой оболочки и кожи лица, как правило в области глазной и верхнечелюстной ветвей тройничного нерва. Поражение мягкой мозговой оболочки бывает одно- и двусторонним. Часто сопровождается неврологическими и психическими расстройствами в виде гемипарезов, гемианопсии, умственной отсталости, СДВГ, эпилепсии.

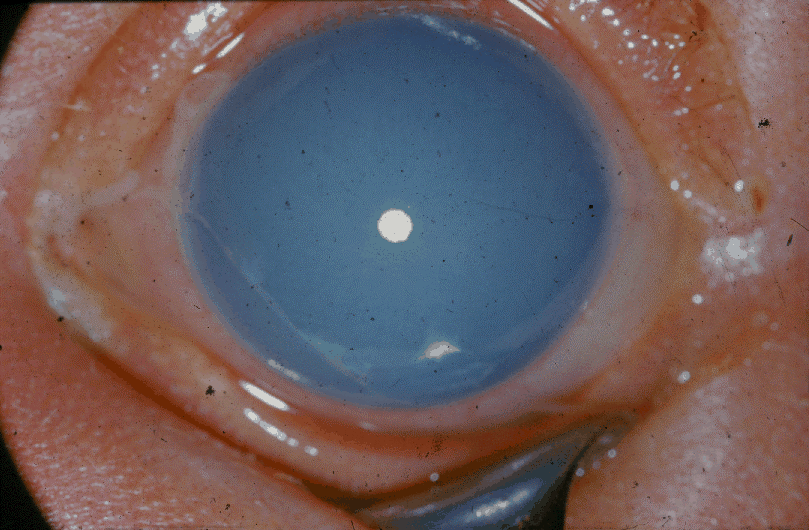
Глаукома у ребёнка 2 месяцев.

## Распространённость
Заболеваемость составляет 1 на 50000. Женщины и мужчины болеют одинаково часто.

## Этиология
Заболевание обусловлено нарушением нормального эмбрионального развития на 6–9 неделе. Ангиомы формируются из остатков сосудистого сплетения, которое остается в области головной части нервной трубки. Возможную причину связывают с 4q

## Клиническая картина
Выделяют 3 типа синдрома Стерджа — Вебера:
1. Ангиомы лица и мягкой мозговой оболочки, может быть глаукома.
2. Только ангиомы лица, без поражения ЦНС, может быть глаукома.
3. Только ангиомы мягкой мозговой оболочки, как правило, без глаукомы.

Поражение кожи в виде ангиом и невусов на лице, чаще в области глазной и верхнечелюстной ветвей тройничного нерва и по всему телу, иногда разрастания могут достигать значительных размеров, меняя внешний облик больного.
Поражение глаз отмечаются когда ангиомы поражают кожу век. Развитие глаукомы и гидрофтальма происходит вследствие механического перекрытия путей оттока водянистой влаги, гемангиомы хориоидеи или цилиарного тела. Может быть при рождении или развиться в любом возрасте. Могут быть гемангиомы эписклеры и хориоидеи. Гемангиома хориоидеи, со временем приводит к дегенерации эпителия сетчатки, кистозной дегенерации, отслойке сетчатки и потере зрения.
Неврологические проявления различаются в зависимости от расположения ангиом мягкой мозговой оболочки, которые чаще всего находятся в теменной и затылочной долях. В зависимости от поражения, синдром Стерджа-Вебере сопровождается гемипарезом, гемианопсией, умственной отсталостью, СДВГ, приходящими нарушениями мозгового кровообращения, атаксией.
При двустороннем поражении частота расстройств и их выраженность выше.
Гидроцефалия (при рождении и у младенцев) или внутричерепная гипертензия (у взрослых) вследствие нарушения оттока из-за ангиом.
Часто больные страдают эпилепсией, с резистентностью к лечению и частыми эпилептическими статусами.
| Клинические проявления энцефалотригеминального ангиоматоза |         |
| С поражением кожи лица                                     | 8 %     |
| Без поражения кожи лица                                    | 13 %    |
| Двустороннее поражение головного мозга                     | 15 %    |
| Судорожные приступы                                        | 72–93 % |
| Гемипарез                                                  | 25–56 % |
| Гемианопсия                                                | 44 %    |
| Головные боли                                              | 44–62 % |
| Задержки развития и умственная отсталость                  | 50–75 % |
| Глаукома                                                   | 30–71 % |
| Гемангиома хориоидеи                                       | 40 %    |

## Диагностика
| Диагностика             | |
| Исследование ликвора    | Повышенное содержание белка |
| Рентгенография черепа   | Симптом трамвайных рельсов |
| Ангиография             | Несостоятельность поверхностных корковых вен Пустые дуральные синусы Патологическая извитость вен (предпочтительнее МРТ)                                                   |
| Компьютерная томография | Кальцификаты, симптом трамвайных рельсов Атрофия коры Abnormal draining veins Enlarged choroid plexus Blood-brain barrier breakdown (during seizures) Contrast enhancement |
| МРТ                     | Gadolinium enhancement of LA Enlarged choroid plexus Sinovenous occlusion Cortical atrophy Accelerated myelination                                                         |
| SPECT                   | Hyperperfusion, early Hypoperfusion, late |
| ПЭТ                     | Hypometabolism |
| ЭЭГ                     | Reduced background activity Polymorphic delta activity Epileptiform features                                                                                               |
| Биопсия                 | |

## Лечение
При лечении заболевания используют противосудорожные и психотропные средства, а также препараты, снижающие внутричерепное и внутриглазное давление. Проводят рентгенотерапию и (по показаниям) нейрохирургическое лечение.